# Jenő Zichy
Jenő Zichy, född 5 juli 1837 i Sászentmihály, död 26 december 1906 i Merano, var en ungersk greve och forskningsresande. Han var son till Ödön Zichy (1811–1894).
Zichy företog 1892, 1895–96 och 1897–98, åtföljd av flera forskare, vidsträckta resor i Kaukasien och Centralasien för att försöka lösa frågan om ungrarnas urhem. Resultaten av dessa resor presenterades i Voyages au Caucase et en Asie centrale (två band, 1897) och (tillsammans med sina medhjälpare) Dritte asiatische Forschungsreise des Grafen Zichy (sex band, 1900–05; även på ungerska).